# Inter Miami CF
Club Internacional de Fútbol Miami (Inter Miami CF) is een Amerikaanse voetbalclub uit Miami in de staat Florida. De club werd opgericht op 28 januari 2018 en nam in 2020 voor het eerst deel aan de Major League Soccer.

## Geschiedenis

### Voorgeschiedenis
Na het opheffen van Miami Fusion in 2001 kende Miami geen profvoetbalclub meer. In 2012 sprak MLS Commissaris Don Garber uit graag weer een club in de Amerikaanse stad te hebben vanwege de commerciële potentie die de stad had. In 2009 had telecom-ondernemer Marcelo Claure al een poging gedaan om een club op te richten, in samenwerking met het Spaanse Barcelona.
Toen David Beckham in 2007 speler werd van LA Galaxy kreeg hij een clausule in zijn contract om voor 25 miljoen dollar een expansion team op te zetten. Na zijn carrière begon Beckham met het zoeken van een geschikte locatie voor zijn voetbalclub. In december 2013 maakte Garber bekend Beckham en zijn manager Simon Fuller te zien als potentiële eigenaren van een franchise in Miami. Later die maand stemde de gemeenteraad vóór onderhandelingen met Beckham en zijn team van adviseurs. Onderdeel van de onderhandelingen was het kiezen van de juiste locatie voor een stadion.

### Aankondiging
Op 29 januari 2018 werd bekend gemaakt dat de Miami Beckham United Groep het twintigste franchise team in de Major League Soccer zou worden. Sinds de start van de onderhandelingen traden Orlando City, New York City, Atlanta United, Minnesota United, Los Angeles en Cincinnati al toe tot de competitie. En ook in de jaren nadat Inter Miami toe zou treden, in 2020, zou de competitie verder uitbreiden tot een totaal aantal van 30. Zo volgden onder andere Austin (2021) en Charlotte (2022) het voorbeeld van Miami.
Het team van eigenaren, bestaande uit David Beckham, Marcelo Claure, Jorge en Jose Mas en Masayoshi Son, richtte voor het besturen van de club Miami Freedom Park LLC op. En op 5 september 2018 werd de officiële clubnaam gepresenteerd: Club International de Fútbol Miami, kortweg Inter Miami CF. Engelsman Paul McDonough werd aangesteld als de eerste technisch directeur van de club op 4 augustus 2018. Hij stelde oud-Uruguayaans international Diego Alonso aan als de eerste hoofdtrainer van de club.

### Entree
Op 1 maart 2020 speelde de club haar inaugural game tegen Los Angeles FC in het Banc of California Stadium. De wedstrijd werd met 1-0 verloren onder toeziend oog van het team van eigenaren en meegereisde fans. Rodolfo Pizarro was de eerste speler die een doelpunt scoorde voor Inter Miami, in de tweede wedstrijd van het seizoen, op 7 maart 2020 tegen D.C. United (2-1 verlies). De eerste overwinning van Miami liet lang op zich wachten, mede dankzij de coronapandemie. Op 23 augustus 2020 won het elftal van Diego Alonso met 3-2 van Orlando City. Het elftal behaalde in het eerste seizoen niet het gewenste resultaat, zo wist het slechts zeven wedstrijden te winnen. Hierdoor werd hoofdtrainer Diego Alonso ontslagen. Hij werd opgevolgd door voormalig Manchester United speler en Engels vrouwenelftal bondscoach Phil Neville. Ook technisch directeur McDonough moest het veld ruimen, Chris Henderson werd aangesteld als zijn opvolger. In aanloop naar het nieuwe MLS-seizoen werd de selectie ververst. Zo kwam Kelvin Leerdam transfervrij over van Seattle Sounders, maakte verdediger Ryan Shawcross de overstap vanaf het Engelse Stoke City en werd Nick Marsman aangetrokken van Feyenoord, die de Rotterdammers na afloop van het Eredivisie seizoen 2020/21 zou verruilen voor The Herons. Ook onder Neville bleven de gewenste resultaten uit – ondanks de komst van gerenommeerde spelers als Josef Martínez en DeAndre Yedlin – wat resulteerde in het ontslag van de hoofdtrainer op 1 juni 2023. Op dat moment stond de club op de laatste plaats in de Eastern Conference.

### Sterrenensemble
Enkele dagen na het ontslag van Neville maakte Inter Miami bekend dat het zevenvoudig Ballon d'Or-winnaar Lionel Messi had gecontracteerd. De Argentijnse sterspeler kwam over van het Franse Paris Saint-Germain. Ook Sergio Busquets en Jordi Alba, zijn voormalig ploeggenoten bij Barcelona, kwamen transfervrij naar Miami. Messi en Busquets werden op 16 juli 2023 officieel gepresenteerd in een vol DRV PNK Stadium. Met de nieuwe sterspelers in de selectie werd enkele weken later de eerste prijs ooit gewonnen door Inter Miami, want op zaterdag 19 augustus 2023 won de ploeg de Leagues Cup-finale van Nashville. Messi en co MLS-debuut was in de wedstrijd tegen New York Red Bulls. Ze wonnen de wedstrijd met 2-0 en lieten daarmee de laatste plaats achter zich. Uiteindelijk eindigde het seizoen voor Inter Miami op 7 oktober 2023 nadat het door Cincinnati werd uitgeschakeld in de play-offs om the MLS Cup.
In aanloop naar het seizoen 2024 werd bekend dat Luis Suárez bij Inter Miami herenigd zou worden met zijn oud-FC Barcelona ploeggenoten. De ploeg van Gerardo Martino kende een sterke jaargang die werd bekroond met het winnen van het MLS Supporters' Shield. Deze wordt uitgereikt aan de best presterende ploeg in het reguliere seizoen. Inter Miami vestigde een record door 74 punten in één MLS-seizoen te behalen. De ploeg was torenhoog favoriet voor het winnen van de MLS Cup, maar werd al in de achtste finales uitgeschakeld door Atlanta United. Enkele dagen na de uitschakeling besloot Martino zijn baan als hoofdtrainer op te zeggen.

## Erelijst
- MLS Supporters' Shield

Winnaar: 2024 (1x)
- US Open Cup

Finalist: 2023 (1x)
- Leagues Cup

Winnaar: 2023 (1x)

## Clubcultuur

### Tenue
Het officiële wedstrijdshirt van Inter Miami is wit met roze accenten. Daarnaast gebruikt de club in haar uitingen ook veelvuldig zwart.

#### Sponsoren
| Periode   | Kledingsponsor | Shirtsponsor borst | Shirtsponsor mouw |
| --------- | -------------- | ------------------ | ----------------- |
| 2020      | Adidas         | –                  | Baptist Health    |
| 2021      | Adidas         | XBTO               | –                 |
| 2022      | Adidas         | XBTO               | Xmanna            |
| 2023      | Adidas         | XBTO               | Fracht Group      |
| 2024–0000 | Adidas         | Royal Caribbean    | Fracht Group      |

### Supporters
De supporters van Inter Miami zijn actief in drie officiële groepen: The Siege, Southern Legion en Vice City 1896.

## Stadion

### Chase Stadium
Voordat de club toetrad tot de Major League Soccer werd bekend dat het haar eerste seizoenen in het Chase Stadium zou gaan spelen. Dit stadion is gebouwd op de locatie van het voormalige Lockhart Stadium in Fort Lauderdale, Florida, en biedt plaats aan 18.000 toeschouwers. Op 14 maart 2020 zou de eerste wedstrijd worden gespeeld in het stadion tussen The Herons en LA Galaxy. Vanwege de coronapandemie ging deze echter niet door en werd het stadion op 18 juli 2020 geopend door Fort Lauderdale en Greenville Triumph. De eerste wedstrijd van Inter liet op zich wachten tot 22 augustus 2020, toen ze de derby met 3-2 wonnen van Orlando City.

### Miami Freedom Park
Terwijl The Pinks al deel begonnen te nemen aan de Amerikaanse competitie werd er gestart met de ontwikkeling van het Miami Freedom Park, dat in 2022 opgeleverd had moeten worden en plaats zou gaan bieden aan 25.000 bezoekers. Het project bestaat uit 93.000 m² kantoor-, retail- en commerciële ruimte, 9.3 hectare voetbalvelden, het stadion voor 25.000 toeschouwers en een publiek park van 23 hectare. Er waren meerdere locaties overwogen, zoals Downtown Miami, Dodge Island en Marlins Park, voordat de club uiteindelijk uitkwam op een locatie nabij Miami International Airport. In het voorjaar van 2022 werd er officieel goedkeuring verleend door de stad voor de bouw van het stadion op het voorgestelde stuk grond. Op 19 maart 2023 werd de Melreese Golf Course, die tot dat moment op het complex was gevestigd, gesloten om plaats te maken voor de bouw van het nieuwe stadion dat in 2026 gereed zou moeten zijn.

## Trainingscomplex
Naast het Chase Stadium beslaat de vernieuwde locatie van het oude Lockhart Stadium nog ongeveer twaalf hectare grond met daarop - onder andere - een publiek park, voetbalvelden en een gemeenschapscentrum. Daarnaast zijn er faciliteiten gerealiseerd voor het eerste elftal en de jeugdopleiding van de club en het USL League One-team Fort Lauderdale CF. De jeugdopleiding van de club bestaat uit teams in de leeftijdsgroep van Onder 12 tot en met Onder 19.

## Bekende (oud-)Pinks

### Spelers
- Jordi Alba
- Sergio Busquets
- A. J. DeLaGarza
- Kieran Gibbs
- Gonzalo Higuaín
- Kelvin Leerdam
- Nick Marsman
- Josef Martínez
- Blaise Matuidi
- Lionel Messi
- Lewis Morgan
- Alejandro Pozuelo
- Ryan Shawcross
- Brek Shea
- Luis Suárez
- DeAndre Yedlin

### Trainers
- Diego Alonso
- Gerardo Martino
- Javier Mascherano
- Phil Neville